# Thorvald Källstad
Erik Thorvald Källstad (i riksdagen kallad Källstad i Göteborg), född 18 oktober 1918 i Eskilstuna, död 25 november 1989 i Göteborg, var en svensk pastor, professor och politiker (folkpartist). 

## Biografi
Thorvald Källstad, som kom från en köpmannasläkt, avlade pastoralexamen vid Metodistkyrkans teologiska skola 1940 och var därefter pastor vid Kungsholms metodistförsamling i Stockholm 1940-1945. Han var därefter lärare vid Metodistkyrkans teologiska seminarium i Överås från 1945 och var rektor där 1963-1975. År 1974 blev han teologie doktor vid Uppsala universitet på en avhandling om John Wesleys bibelsyn. Han var professor i religionspsykologi vid Uppsala universitet 1975-1984.
Källstad var riksdagsledamot för Göteborgs stads valkrets 1961-1973 (fram till 1970 i andra kammaren). I riksdagen var han bland annat suppleant i statsutskottet 1963-1970 och vice ordförande i 1964 års andra särskilda utskott. Som riksdagsledamot engagerade han sig främst i forsknings- och utbildningspolitik.